# Natthakarn Aphaiwonk
Natthakarn Aphaiwonk (Sakon Nakhon, 1966) è un'attrice thailandese, nota per aver interpretato Huay nel film di Apichatpong Weerasethakul Lo zio Boonmee che si ricorda le vite precedenti.

## Biografia
Nata a Sakon Nakhon nel 1966, sin da adolescente ha lavorato come cameriera e venditrice ambulante. Tra gli anni '80 e '90 ha gestito, insieme a suo marito, un cinema itinerante nella regione del nord-est della Thailandia. Nel 2010 veste il ruolo di Huay, una delle protagoniste femminili del lungometraggio Lo zio Boonmee che si ricorda le vite precedenti, diretto da Apichatpong Weerasethakul.

## Filmografia
- Lo zio Boonmee che si ricorda le vite precedenti (Lung Bunmi Raluek Chat), regia di Apichatpong Weerasethakul (2010)